# Dimorfismo generacional
El dimorfismo generacional es el dimorfismo que se produce cuando en la misma especie se da una alternancia de distintas formas de reproducción.

## Tipos
- Heterogonia: Alternancia entre partenogénesis (reproducción sin fecundación) y bisexualidad (reproducción sexual), como ocurre en algunos insectos y trematodos.
- Metagénesis: Alternancia entre reproducción asexual y sexual, típica en cnidarios como las medusas.